# Lại Thượng
Lại Thượng là một xã thuộc huyện Thạch Thất, thành phố Hà Nội, Việt Nam.
Xã có diện tích 8,8 km², dân số năm 2021 là 9.283 người, mật độ dân số đạt 1.051 người/km².

## Vị trí địa lý
Xã Lại Thượng phía bắc giáp xã Cẩm Yên, phía Nam giáp xã Cổ Đông (thị xã Sơn Tây), phía đông giáp xã Đại Đồng, Phú Kim
Phía Tây giáp xã Bình Yên, Liên Quan, Kim Quan

## Đơn vị hành chính
Xã Lại Thượng bao gồm 6 thôn
- Thôn Lại Thượng
- Thôn Ngũ Sơn
- Thôn Hoàng Xá
- Thôn Lại Khánh
- Thôn Phú Thụ
- Thôn Thanh Câu
1. 1 2 3  "Mã số đơn vị hành chính Việt Nam". Bộ Thông tin & Truyền thông. Bản gốc lưu trữ ngày 24 tháng 3 năm 2013. Truy cập ngày 10 tháng 4 năm 2012.
2. ↑  Tổng cục Thống kê